# Lytsewierrum
Lytsewierrum est un village situé dans la commune néerlandaise de Súdwest-Fryslân, dans la province de la Frise. Son nom en néerlandais est Lutkewierum. Le 1er janvier 2009, le village comptait 71 habitants.